# Saint-Fargeau-Ponthierry
Saint-Fargeau-Ponthierry és un municipi francès, situat al departament de Sena i Marne i a la regió de Illa de França. L'any 2007 tenia 12.180 habitants.
Forma part del cantó de Saint-Fargeau-Ponthierry, del districte de Melun i de la Comunitat d'aglomeració Melun Val de Seine.

## Demografia

### Població
El 2007 la població de fet de Saint-Fargeau-Ponthierry era de 12.180 persones. Hi havia 4.830 famílies, de les quals 1.314 eren unipersonals (490 homes vivint sols i 824 dones vivint soles), 1.289 parelles sense fills, 1.763 parelles amb fills i 464 famílies monoparentals amb fills.
La població ha evolucionat segons el següent gràfic:
Habitants censats

### Habitatges
El 2007 hi havia 5.391 habitatges, 4.915 eren l'habitatge principal de la família, 240 eren segones residències i 236 estaven desocupats. 3.152 eren cases i 2.072 eren apartaments. Dels 4.915 habitatges principals, 3.147 estaven ocupats pels seus propietaris, 1.603 estaven llogats i ocupats pels llogaters i 165 estaven cedits a títol gratuït; 251 tenien una cambra, 326 en tenien dues, 1.111 en tenien tres, 1.296 en tenien quatre i 1.931 en tenien cinc o més. 3.752 habitatges disposaven pel capbaix d'una plaça de pàrquing. A 2.223 habitatges hi havia un automòbil i a 2.178 n'hi havia dos o més.

### Piràmide de població
La piràmide de població per edats i sexe el 2009 era:
| Homes | Edats   | Dones |
| ----- | ------- | ----- |
| 4     | 95 o +  | 0     |
| 4     | 90 a 94 | 36    |
| 32    | 85 a 89 | 80    |
| 20    | 80 a 84 | 84    |
| 104   | 75 a 79 | 172   |
| 204   | 70 a 74 | 180   |
| 188   | 65 a 69 | 252   |
| 284   | 60 a 64 | 216   |
| 296   | 55 a 59 | 344   |
| 408   | 50 a 54 | 404   |
| 408   | 45 a 49 | 520   |
| 480   | 40 a 44 | 452   |
| 468   | 35 a 39 | 416   |
| 476   | 30 a 34 | 424   |
| 384   | 25 a 29 | 436   |
| 316   | 20 a 24 | 344   |
| 404   | 15 a 19 | 296   |
| 400   | 10 a 14 | 340   |
| 400   | 5 a 9   | 368   |
| 284   | 0 a 4   | 308   |

## Economia
El 2007 la població en edat de treballar era de 8.096 persones, 6.089 eren actives i 2.007 eren inactives. De les 6.089 persones actives 5.628 estaven ocupades (2.902 homes i 2.726 dones) i 461 estaven aturades (246 homes i 215 dones). De les 2.007 persones inactives 681 estaven jubilades, 753 estaven estudiant i 573 estaven classificades com a «altres inactius».

### Ingressos
El 2009 a Saint-Fargeau-Ponthierry hi havia 4.904 unitats fiscals que integraven 12.292 persones, la mediana anual d'ingressos fiscals per persona era de 22.646 €.

### Activitats econòmiques
Dels 531 establiments que hi havia el 2007, 1 era d'una empresa extractiva, 4 d'empreses alimentàries, 3 d'empreses de fabricació de material elèctric, 19 d'empreses de fabricació d'altres productes industrials, 61 d'empreses de construcció, 119 d'empreses de comerç i reparació d'automòbils, 21 d'empreses de transport, 35 d'empreses d'hostatgeria i restauració, 15 d'empreses d'informació i comunicació, 27 d'empreses financeres, 31 d'empreses immobiliàries, 90 d'empreses de serveis, 70 d'entitats de l'administració pública i 35 d'empreses classificades com a «altres activitats de serveis».
Dels 127 establiments de servei als particulars que hi havia el 2009, 1 era una oficina d'administració d'Hisenda pública, 1 gendarmeria, 1 oficina de correu, 8 oficines bancàries, 3 funeràries, 5 tallers de reparació d'automòbils i de material agrícola, 1 taller d'inspecció tècnica de vehicles, 3 autoescoles, 5 paletes, 11 guixaires pintors, 13 fusteries, 11 lampisteries, 12 electricistes, 4 empreses de construcció, 9 perruqueries, 1 veterinari, 19 restaurants, 12 agències immobiliàries, 1 tintoreria i 6 salons de bellesa.
Dels 30 establiments comercials que hi havia el 2009, 2 eren botigues de més de 120 m², 5 botiges de menys de 120 m², 5 fleques, 5 carnisseries, 3 llibreries, 3 botigues d'equipament de la llar, 1 una botiga d'equipament de la llar, 2 drogueries, 1 una perfumeria i 3 floristeries.
L'any 2000 a Saint-Fargeau-Ponthierry hi havia 7 explotacions agrícoles.

## Equipaments sanitaris i escolars
El 2009 hi havia 1 hospital de tractaments de mitja durada (seguiment i rehabilitació), 1 centre de salut, 5 farmàcies i 1 ambulància.
El 2009 hi havia 4 escoles maternals i 4 escoles elementals. Saint-Fargeau-Ponthierry disposava d'un col·legi d'educació secundària amb 638 alumnes.

## Personalitats
- Édouard Dolléans
- Jean-Pierre Abel-Rémusat

## Poblacions més properes
El següent diagrama mostra les poblacions més properes.